# 아이돌마스터 신데렐라 걸즈
《아이돌마스터 신데렐라 걸즈》(THE IDOLM@STER CINDERELLA GIRLS)는 게임 'THE IDOLM@STER'의 세계관을 모티브로 하는 휴대폰용 소셜 게임이다. 회사 DeNA가 운영·제공하는 Mobage의 서비스 중 하나이다. 약칭은 《모바마스》(モバマス),《데레마스》(デレマス), 한국 한정으로 《신데마스》(シンデマス) 등이 있다.

## 개요
아이돌들이 그려진 카드를 모아 육성하여 '영업'과 'Live 배틀'을 실시한다. 'THE IDOLM@STER 2'에 등장하는 13명의 아이돌 이외에도 100명 이상의 오리지널 캐릭터의 아이돌이 등장한다. 일부 카드의 일러스트에는 CD 재킷 일러스트를 담당한 일러스트레이터 안닌도후를 기용하고 있다.
공식 약칭은 《데레마스》이나, 플레이어 사이에선 일본은 《모바마스》, 한국은 《신데마스》로 부르고 있다.
서비스 개시 초반에는 피처폰만 지원했으나 2011년 11월 26일부터 스마트폰에도 대응되게 되었다. 게임 플레이는 무료지만, 유료 아이템을 판매한다.
아이돌 마스터는 원래 열성적인 사용자가 많아 지금까지의 시리즈 작품에서도 판매량에 대해 콘텐츠 다운로드에서 큰 매출을 기록하고 있으며 본작에서도 아이템 과금에 거액을 쏟아 부은 사람들이 존재하고 있다.
2014년 4월에 행해진 라이브 <THE IDOLM@STER CINDERELLA GIRLS 1stLIVE WONDERFUL M@GIC!!>에서 텔레비전 애니메이션화가 발표되었다.
2014년 10월 23일 한국 출시가 예고되었다. 또한 11월 5일 라이브 뷰잉 확정과 동시에 사전등록을 실시했다. 12월 4일에 서비스를 시작하였다. 2016년 3월 14일에 서비스가 종료되었다.

## 게임 시스템

### 육성

#### 가챠
오디션을 개최하여 1회에 한 개의 아이돌 카드를 입수한다.
로컬 오디션 가챠(무료 가챠)
하루에 한 번 무료로 실시할 수 있으며 또한 우정 포인트 200포인트 당 1회 실시할 수 있다. 레어도가 '노멀'이나 '레어'인 아이돌을 획득할 수 있다. 하지만 '레어' 등급이 나올 확률은 매우 낮으며 'S레어'에 대해서는 명확하지 않다.
플래티넘 오디션 가챠(유료 가챠)
모바게의 가상 통화인 '모바 코인' 300코인으로 1회 실시할 수 있다. '레어'부터 'S레어'의 아이돌을 입수할 수 있다.
컴프 가챠(유료 가챠)
기간 한정으로 플래티넘 오디션 가챠가 컴프 가챠로 변경된다. 플래티넘 오디션 가챠에서 나오는 특정 아이돌(레어)을 모두 수집하면 그 혜택으로 특별한 아이돌(S레어)을 손에 넣을 수 있다. 반다이 남코 홀딩스가 2012년 5월 30일자로 소비자청에서 주의 환기를 받아 컴프 가챠에 의한 결제 시스템을 2012년 5월말로 종료했다.
스카우트 교환 가챠(유료 가챠)
위의 컴프 가챠를 대신해 새롭게 나온 가챠이다. 기간 동안 유료 가챠를 돌려 아이돌과 함께 발행되는 '스카우트권'을 일정 수 모으게 되면 S레어를 포함한 기간 한정 아이돌과 교환할 수 있다.
교환권 첨부 가챠(유료 가챠)
기간 동안 유료 가챠를 돌리면 아이돌과 함께 '교환권'이 나오는데 교환권을 일정 수 모으게 되면 기간 한정 아이돌을 교환할 수 있는 특별한 가챠를 실행할 수 있다.

#### 레슨
다른 카드를 '레슨 파트너'로 하는 것으로 아이돌을 성장시킨다. 레벨 업마다 공/수의 발휘 값이 증가한다.
- 이름이 같은 아이돌은 레슨 파트너로 지정할 수 없다.
- 비용이나 레어도가 높은 아이돌을 파트너로 설정하면 성장도가 높아진다.
- 동일한 유형의 아이돌을 파트너로 설정하면 성장도가 높아진다.
  - 트레이너 계열의 카드를 설정하면 어떤 유형이든 높은 성장도를 얻을 수 있다.
- 특기를 가진 아이돌에 다른 특기가 있는 아이돌을 파트너로 설정하면 특기 레벨이 올라간다.
- 레벨이 최대가 된 아이돌은 다른 특기가 있는 아이돌만 파트너 설정이 가능하다.
- 트레이너 계열이나 사용자 초대로 입수한 아이돌은 레슨시킬 수 없다.
- 레슨 파트너로 사용한 카드는 사라진다.

#### 특훈
이름이 같은 카드 2장을 합성한다. +가 붙은 카드끼리는 특훈시킬 수 없으며 일부 특훈 불가 카드와 특훈할 수 있는 방법이 있는 특수 카드가 존재한다.
특훈을 하게 되면 다음과 같은 변화가 나타난다.
- 이름 뒤에 +가 붙게 되며 카드의 일러스트가 평상복에서 스테이지 의상으로 변화한다(다른 카드의 취급을 받게 된다).
- 레벨과 특기 레벨이 1로 돌아간다.
- 레벨과 친애도 상한이 올라간다.
- 공/수의 발휘 값은 양쪽의 카드에서 일정 비율(레벨과 친애도가 모두 최대치일 경우 10%, 이외에는 5%)이 인계된다.
- 친애도는 양쪽의 값이 가산된다.
- 일부 아이돌은 신장·체중·쓰리 사이즈가 변화한다.

#### 이적
카드를 매니로 변환하는 것으로 다른 카드 게임의 판매와 똑같다.
또한 '레어' 등급 이상의 카드는 '레어 메달'로 변환시킬 수 있다.

#### 여자 기숙사
2012년 8월 16일 트레이드 규제에 맞춰 도입된 기능으로 잉여 카드를 보관할 수 있는 이른바 창고의 기능을 한다. 기숙사를 만들기 위해 레어 메달을 일정 수 이상 모을 필요가 있다.

### 카드 설명

#### 이름
카드의 일러스트에 입각한 이름으로 플레이어가 변경할 수 없으며 원칙적으로 특훈을 하게 되면 이름 뒤어 +가 붙는다.
공/수의 각 프런트 멤버로 이름이 같은 아이돌을 2명 이상 배치할 수 없다. 반대로 이름이 다르면 같은 캐릭터로도 같은 프런트 멤버로 설정할 수 있다.
예를 들면
- 미우라 아즈사
- 미우라 아즈사+
- [모두의 언니]미우라 아즈사
- [모두의 언니]미우라 아즈사*
- [에스테르 의상]미우라 아즈사

이렇게 구성하면 아이돌은 같을 지라도 이름이 모두 다르기 때문에 프런트 멤버를 구성할 수 있다.

#### 유형
- 큐트(카드 색깔 : 분홍색)
- 쿨(카드 색깔 : 파란색)
- 패션(카드 색깔 : 노란색)

의 세 가지 유형이 존재한다. 게임을 시작할 때 플레이어는 자신의 유형을 하나 결정하며 모든 아이돌도 하나의 유형으로 결정된다. 유형은 도중에 변화하는 것이 아니며 같은 캐릭터라면 동일한 유형의 카드로 존재한다(이전 항목의 미우라 아즈사 카드의 경우 모든 유형은 '쿨'이 된다).

#### 레어도
카드의 희귀도를 나타내며 낮은 순서부터
- 노멀
- 레어
- S레어

의 세 종류가 있으며 레어도가 높을수록 공/수의 초기 값이 높고 레벨과 친애도의 상한도 높다. 특훈 후 '노멀*'처럼 뒤에 *가 붙은 레어도가 된다(일부는 S레어가 없고 S레어*가 존재하는 카드도 있다).

#### Live 배틀 관계
코스트
프런트 멤버를 설정하기 위한 값으로 일반적으로는 코스트 값이 높을수록 공/수의 초기 값이 높다.
공격
공격 프런트 멤버로 참가했을 때의 발휘 값이다.
수비
수비 프런트 멤버로 참가했을 때의 발휘 값이다.
특기, 특기 레벨
레어의 일부와 S레어 아이돌이 소지한다. Live 배틀 시에 자신 측의 발휘 값을 올리거나 상대의 발휘 값을 내리며 효과를 발동한다.

#### 기타
레벨
현재의 레벨. 카드의 레어도에 따라 레벨의 상한은 다르다.
친애도
프로듀서와의 친애도. 카드의 레어도에 따라 친애도의 상한은 다르다.
프로필
나이, 신장, 체중, 쓰리 사이즈, 생일, 별자리, 혈액형, 사용하는 손, 고향, 취미 등을 알 수 있다.

### 업무
'체력'을 소모하여 '영업 에리어'의 클리어를 목표로 하는 게임 모드이다. 체력은 3분에 1씩 회복된다.

#### 에리어
'영업 에리어'는 지역별로 나뉘어 있으며 각각 4단계와 5종류의 '영업'으로 구성된다. 한 번 클리어한 영업은 나중에 다시 진행할 수 있다.
- 예(시부야 지역)

1. 시부야 A
  1. 서점에서 사인회
  2. 서점에서 악수회
  3. CD샵에서 사인회
  4. CD샵에서 악수회
  5. 이벤트 캠페인 걸
2. 시부야 B
  1. 업무 5종류
3. 시부야 C
  1. 업무 5종류
4. 시부야 D
  1. 업무 5종류

#### 보상
업무는 1회 실시할 때마다 다음과 같은 보상을 획득할 수 있다.
- 달성도 100%가 되면 그 업무는 완료
  - 분배 포인트 - 업무를 하나 완료할 때마다 획득할 수 있는 포인트로 플레이어의 체력·공격 코스트·방어 코스트 중 하나를 올릴 수 있다.
- 경험치
- 매니
- 팬 인원수

또한 다음 중 하나를 획득할 수 있다.
- 아이돌 카드 - 레어도는 '노멀'로 영업에 따라 출현하는 아이돌이 정해져 있다.
- 스테이지 의상 - 영업 에리어, 플레이어의 유형에 따라 종류와 색상이 정해져 있다.
- 친애도 보너스 - 프런트 멤버로 설정한 아이돌의 친애도가 소모된 체력과 동일한 값만큼 상승한다.

#### 라이벌 아이돌 대결
스테이지 5개의 영업을 모두 완료하면 영업 에리어의 '라이벌 아이돌'을 만나게 된다. 라이벌 아이돌과 리더 아이돌이 솔로로 Live 배틀을 벌이고 승리하면 보상으로 아이돌의 카드를 입수할 수 있다.

#### 경험치에 의한 레벨 업
경험치가 일정한 값에 도달하면 플레이어의 레벨이 올라가게 된다. 체력·공격 코스트·방어 코스트의 상한이 1씩 올라가며 각각 최대치를 회복하게 된다.

### Live 배틀
다른 플레이어와 대전을 실시한다. Live 배틀은 한 번 도전마다 공격 코스트를 모두 소비한다. 다른 플레이어로부터 공격을 받았을 경우에는 방어 코스트를 약간 소비한다. 공격과 방어 코스트는 1분에 1씩 회복된다.

#### 배틀 규칙
배틀을 시작할 때 먼저 아래와 같은 요령으로 발휘 값의 보정을 실시한다.
- 플레이어와 아이돌 유형이 일치하면 발휘 값이 증가
- 플레이어와 아이돌 유형이 일치하지 않지만 해당 유형의 어필 보너스를 소유하고 있으면 발휘 값이 증가
- 프로덕션에 시설이 있을 경우 시설의 유형과 일치하는 유형의 아이돌은 발휘 값이 증가
- 각성중인 아이돌의 경우 발휘 값이 증가
- 아이돌의 특기가 발동했을 경우, 효과에 따라 발휘 값이 증감

이러한 보정을 실시한 다음 공격 측의 발휘 값이 방어 측의 발휘 값보다 높으면 승리가 된다. 승리 시 참여 프런트의 멤버 친애도가 상승하고 팬 수가 올라가며 상대의 매니를 박탈한다. 승리 후 아이돌이 각성하며 10분 간 발휘 값이 10% 상승한다. 패배 시에는 매니를 빼앗기지만 다른 매개에 영향은 없다.
또한 배틀을 수행하는 데 도움이 되는 스테이지 의상을 노릴 수 있다. 상대의 소지 의상 중에서 원하는 것을 선택하고 승리하면 그 의상의 획득이 가능하다(방어 측은 잠금 잠치 옷장을 사용해 대항하는 것이 가능하다).

#### 프런트 멤버 편성
프로듀스하고 있는 아이돌 중 1명을 리더로 선택하고 나머지 4명의 멤버를 프런트 멤버로 설정한다. 리더는 공/수에서 모두 참가하지만 프런트 멤버는 별도로 설정할 수 있다.
플레이어의 공/수 코스트가 리더 및 프런트 멤버의 코스트 합계를 웃도는 경우 다른 아이돌이 발휘 값의 내림차 순으로 백업 멤버로 참여하고 그 발휘 값의 80%가 가산된다. 반대로 밑도는 경우에는 코스트 만큼의 아이돌 밖에 참가하지 않는다.
프런트 멤버를 설정하지 않은 경우 소속 아이돌 중에서 발휘 값이 높은 순으로 자동 결정된다.

### 플레이어끼리의 교류 요소
게임에서 이름 등으로 특정 플레이어를 검색할 수 없다. 또한 다른 플레이어에 대한 액세스 차단 기능도 존재하지 않는다.

#### 초대
모바게에서 '모바 친구'로 등록되어 있는 사용자 중에서 본작의 미사용자를 초대할 수 있다. 기간마다 다른 초대 특전이 준비되어 있다.
여기서 받을 수 있는 카드는 레슨시키지 못하고 친애도도 오르지 않는다. 특훈도 일반적인 특훈과 다른 방법으로 존재하며 특훈할 경우 이름 뒤에 +가 붙는 것이 아니라 두 명의 이름이 변화한다. 10장을 사용하여 S레어 카드로 만들 수 있으며 S레어가 된 후에는 일반 카드와 동일한 취급을 받는다.

#### 응원
응원하면 자신과 상대 모두 우정 포인트가 증가한다. 응원과 동시에 코멘트를 입력할 수 있기 때문에 인사나 전언으로 사용할 수 있다. 우정 포인트가 200포인트 모이면 우정 가챠를 1회 실시할 수 있다.

#### 선물
스테이지 의상이나 아이돌, 아이템, 매니를 상대에게 선물할 수 있다. 그러나 일부 의상 아이템은 선물할 수 없고 2012년 8월 16일부터 2주 이상 동일한 프로덕션에 소속된 회원끼리만 실시할 수 있도록 변경되었다.

#### 트레이드
아이돌, 아이템, 매니를 교환할 수 있다. 2012년 8월 16일부터 2주 이상 동일한 프로덕션에 소속된 회원끼리만 실시할 수 있도록 변경되었다.

#### 프리 트레이드
2012년 8월 16일부터 불특정 다수에게 거래 수단으로 구현되었다. 같은 모바게의 게임인 신격의 바하무트의 '바자'와 비슷한 시스템으로 소유한 아이돌을 교환 대상의 조건을 제시하고 트레이드 등록을 신청해 희망자로부터 거래를 받는다.
트레이드 등록과 거래는 '프리 트레이드 티켓'을 소비하게 된다. 이 티켓은 S레어 아이돌을 거래할 경우 3장, 그 이외에는 1장이 소모된다. 하루에 최대 3개가 지급되며 다른 유료 가챠를 돌려 얻을 수도 있다.

#### 즐겨찾기
다른 플레이어의 북마크 기능이다.

#### 프로덕션
온라인 게임의 길드나 클랜에 해당하는 기능이다. 프로덕션을 설립하여 프로덕션에 입사한 멤버끼리 사용하는 전용 게시판을 이용할 수 있다. 이외에도 프로덕션 랭킹에 참가 가능하며 일부 이벤트에서는 프로덕션에 참가하는 것이 유리하게 작용한다.
'기부' 기능으로 매니를 적립하여 Live 배틀에 지원 효과를 얻을 수 있는 시설을 증축할 수 있으며 기부에 따라 발전도가 상승하고 일정 값에 도달하면 프로덕션 레벨이 상승한다. 입사 시에는 소속 회원 수에 따라 분배 포인트가 증가하는 것 외에 회원이 증가하면 1인당 기존 회원 분배 포인트가 2만큼 부여 된다. 반대로 회원이 퇴사하면 분배 포인트가 남으면 거기에서, 남아 있지 않으면 체력·공격 코스트·방어 코스트 중 가장 높은 상태에서 2만큼 마이너스 되며 프로덕션의 발전을 도와 적립한 매니가 약간 줄어든다.
발전도를 높임으로써 참가 가능한 최대 구성원 수를 늘릴 수 있고 팬 총계 값의 프로덕션 순위가 변화한다.

#### 프로듀서 랭킹 어워드
개인 순위로 플레이어의 프로듀서 순위 별로 집계된 순위에서 상위에 들어가면 상금이 주어진다.

#### 프로덕션 랭킹
프로덕션의 총 획득 팬 수를 집계하며 프로덕션의 프로덕션 순위 별로 집계된 순위에서 상위에 들어가면 프로덕션의 모든 멤버(주중에 프로덕션에 들어간 직원 제외)에게 상품이 주어진다.

### 컴플리트 요소

#### 앨범
소유한 적이 있는 아이돌의 카드 목록으로 카드를 새롭게 입수할 때마다 앨범에 추가되며 앨범에서 언제든지 카드의 일러스트와 아이돌의 프로필을 확인할 수 있다. 앨범 카드의 매수가 일정 수에 도달할 때마다 '앨범 보너스'로 소유 가능한 아이돌의 상한 수치를 증가시킨다.

#### 친애도
공격 프런트 멤버로 설정하고 있는 아이돌은 다음 두 가지 조건에 친애도가 올라간다.
- Live 전투에서 승리할 경우
- 영업 중에 친애도 보너스를 획득 할 경우

친애도가 MAX가 되면 공/수의 발휘 값이 올라간다. 또한 아이돌의 유형별 친애도 MAX 수가 일정 수에 도달할 때마다 친애도 보너스를 받을 수 있다.

#### 스테이지 의상
스테이지 의상은 다음과 같이 얻을 수 있다.
- 영업
- 다른 플레이어의 선물
- Live 배틀 승리

영업 지역마다 획득 가능한 의상은 다르며 모두 6가지의 색상이 있다. 6가지 색상을 모두 수집하면 총 3회로 '의상 컴프 보상'을 얻을 수 있다. 플레이어의 유형에 따라 영업에서는 구할 수 없는 색상이 있기 때문에 다른 플레이어로부터 입수해야 한다.

### 아이템
아이템은 모바 코인으로 구매하는 것 이외에 게임 내 각종 보상으로 얻을 수 있다. 일부 품목을 제외하면 다른 플레이어로부터 선물로 받을 수 있으며 이름 앞에 '마이'가 붙는 경우에는 거래와 선물이 모두 불가능하다.
- (마이)스테미나 드링크 : 체력이 최대치까지 회복된다.
- 마이스타도리 하프 : 체력이 최대치의 절반만큼 회복된다.
- (마이)에너지 드링크 : 공/수의 최대치까지 회복된다.
- 마이에나도리 하프 : 공/수의 최대치의 절반만큼 회복된다.
- 잠금 장치 옷장 : 소지하고 있는 의상에 설정할 경우 1개당 1회로 해당 의상을 노리는 다른 플레이어를 격퇴할 수 있다(Live 배틀에서 강제로 승리하게 된다).

기타로 특별한 시기나 게임 중 이벤트에 따라 기간 한정 아이템이 출현한다.

## 등장 캐릭터

### 큐트
- 귀엽거나 어린 소녀 계열의 캐릭터가 많다.

### 쿨
- 아름답거나 시원한 느낌. 파란색 계열의 캐릭터가 많다.

### 패션
- 건강하거나 섹시 계열의 캐릭터가 많다. 가끔 4차원이나 천연의 캐릭터가 배치될 때도 있다.

### 765 프로덕션
765 프로덕션 소속 아이돌이 등장한다. 2013년 8월 현재 765프로의 캐릭터들은 레어도를 불문하고 모두 음성이 추가되어 있다.
프로필과 캐릭터의 외모는 'THE IDOLM@STER 2'의 설정을 바탕으로 하고 있다. 덧붙여 아키즈키 리츠코는 아이돌로 취급받으며 후타미 아미와 마미 자매는 다른 인물로 취급한다.
본 작품에 등장하는 아이돌들은 각기 고향이 설정되어 있는데 765프로의 아이돌들은 고향이 '765프로'로 설정되어 있다.

### 오리지널 캐릭터
- 센카와 치히로(千川 ちひろ) - 플레이어의 네비게이터 역할로 등장하는 사무원으로 다른 시리즈에서 '오토나시 코토리'의 포지션에 해당하는 캐릭터이다.

## 텔레비전 애니메이션
2015년 1월부터 4월에 걸쳐 1st 시즌 전13화, 동년 7월부터 10월에 걸쳐 2nd 시즌 전12화가 방송되었다.
시마무라 우즈키·시부야 린·혼다 미오들 new genertions의 3명을 주인공 한편 메인 캐릭터에 자리잡고, 대기업의 예능 프로덕션인 346 (미시로) 프로덕션의 "CINDERELLA PROJECT" (신데렐라 프로젝트)에 그녀들이 스카우트되는 것에서 애니메이션의 이야기는 시작된다. 또, 텔레비전 애니메이션 오리지날 캐릭터로서 프로듀서가 등장한다. 세계관은 텔레비전 애니메이션판 《THE IDOLM@STER》나 극장판 《THE IDOLM@STER MOVIE 빛의 저편으로!》와 공유이다.

## CD
THE IDOLM@STER CINDERELLA MASTER 시리즈
사용자가 100만 명을 돌파한 것을 기념해 CD 발매가 결정되었다. 봉입 특전으로서 아이돌 마스터 신데렐라 걸스 전용 CD 한정 디자인의 아이돌이 획득 가능한 일련 번호가 부속되었다. 4월 30일자 오리콘 주간 싱글 차트에서 사상 최초로 동일한 작품의 5작이 동시에 톱10에 진입했다.
제 1탄의 5작 동시 톱10 진입을 기념해 CD화 제 2탄 발매가 결정되어 4월 25일부터 매주 한 명씩 CD화가 되는 아이돌이 발표되어 5월 25일에 CINDERELLA MASTER 006-010의 발매일이 발표되었다. 7월 6일에는 5작이 동시에 캐스트도 발표되었다.
THE IDOLM@STER CINDERELLA MASTER jewelries! 시리즈
2013년 9월 25일부터 발매되고 있는 CD 시리즈 제 2탄.
5명 씩의 유닛 앨범이며, 유닛용 신곡 및 큐트, 쿨, 패션의 공동 신곡과 리퀘스트로 결정된 각 개인의 커버 곡이 수록된다.
THE IDOLM@STER CINDERELLA GIRLS ANIMATION PROJECT 시리즈
2015년 1월 21일부터 발매되고 있는 TV 애니메이션에서 사용된 곡을 수록한 사운드 트랙 시리즈.